# Monochamini
Monochamini  (лат.) — триба жуков-усачей из подсемейства ламиин.

## Описание
Киль или рёбрышко, ограничивающее сзади цикатрикса, хорошо развиты, сплошные, иногда несколько укорочены, но всегда хорошо заметны.

## Классификация
В составе трибы от 227 до 263 родов и 1507 видов:
- Acalolepta
- Anoplophora
- Astynoscelis
- Monochamus

## Распространение
Представители трибы встречаются во всех биогеографических областях.